# Parco territoriale attrezzato del Fiume Vomano
Il parco territoriale attrezzato del Fiume Vomano è un'area naturale protetta dell'Abruzzo istituita nel 1995.
Occupa una superficie di 335 ha lungo il corso del fiume Vomano nella provincia di Teramo
.

## Territorio
Istituito con la legge regionale  n. 109 09/05/95, con i suoi 335 ettari d'estensione, costituisce una delle più grandi riserve abruzzesi di questo tipo.

## Fauna
Tra i mammiferi troviamo il riccio, la talpa, il tasso, lo scoiattolo meridionale, la volpe, la faina, la lontra e il cinghiale. Per quanto riguarda gli uccelli, nella riserva vivono il falco pellegrino, la poiana, il gruccione, il merlo acquaiolo, il picchio, l'usignolo di fiume e alcuni esemplari di airone cenerino, airone bianco maggiore e di martin pescatore.
La fauna ittica è rappresentata infine dal cavedano, dal barbo, dalla trota, dal vairone e dalla non comune rovella.

## Flora
Nella parte superiore dell'area protetta, il fiume scorre tra le pareti di roccia arenaria, modellate dall'azione erosiva delle acque. Lungo l'alveo del fiume si segnalano formazioni riparali di pioppo bianco, pioppo nero, salice rosso, carpino bianco, acero e nocciolo, mentre su alcune pareti rocciose vegetano piccoli popolamenti di leccio. Il microclima della riserva consente anche la crescita di una particolare quercia di ambienti caldi.

## Punti di interesse

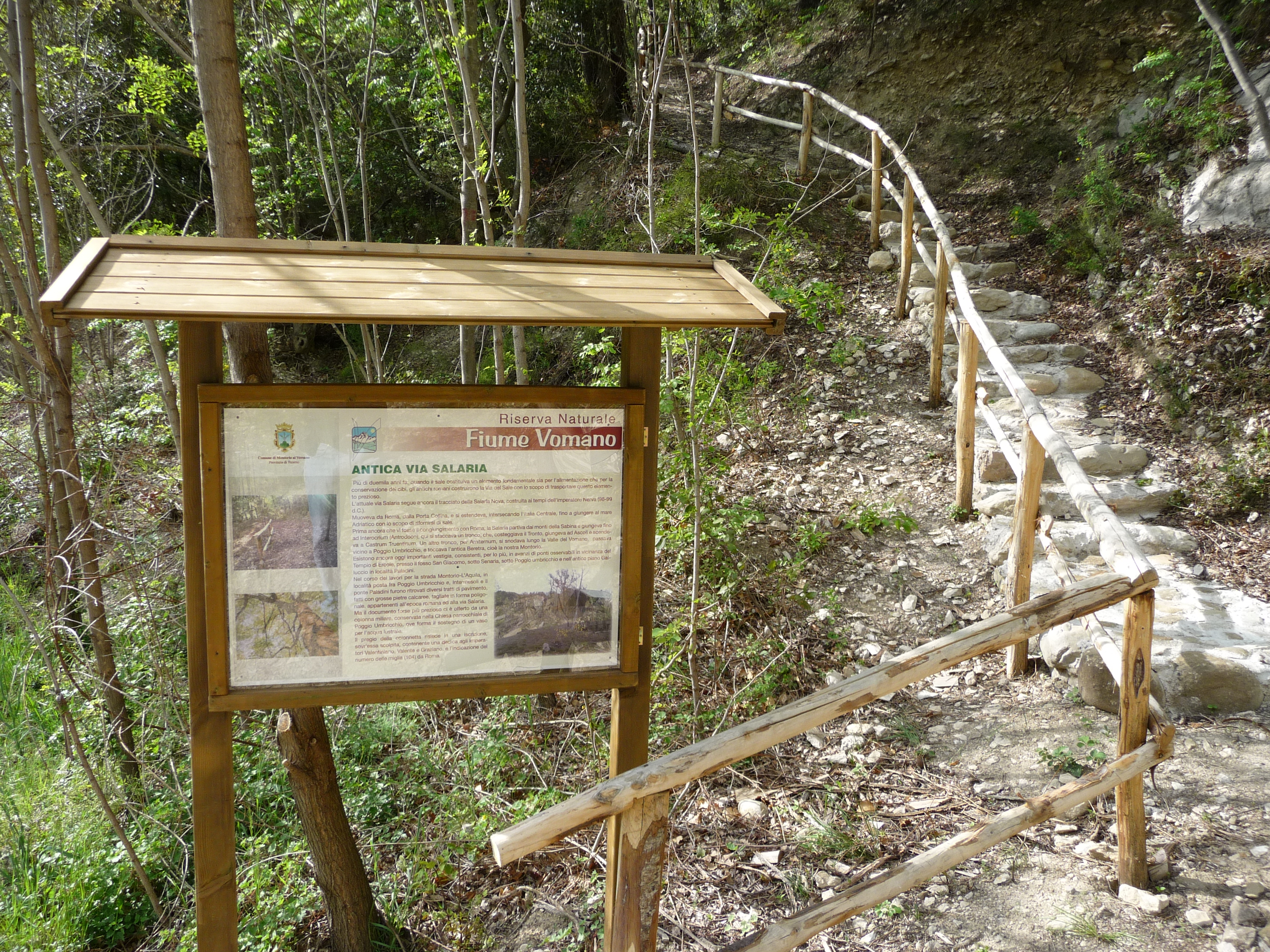
Il percorso attrezzato nel parco territoriale del fiume Vomano a monte di Montorio al Vomano

Nel parco esistono due percorsi pedonali attrezzati.

Il primo è nelle adiacenze del centro storico di Montorio al Vomano e vi si può accedere dal parcheggio nei pressi di Montorio o direttamente dal centro storico, scendendo le scale nelle adiacenze del Convento degli Zoccolanti. Corre sulla sponda sinistra, è lungo alcune centinaia di metri, è molto suggestivo e alla portata di tutti.

Il secondo percorso attrezzato (il più esteso) prende avvio circa 1 km più a monte del centro abitato. 
La lunghezza di questo percorso è di oltre 2 km, con alcuni saliscendi e segue il tracciato dell'antica Via Cecilia, un ramo dell'antica Salaria. 
In effetti lungo il percorso alcune tabelle di legno riportano l'indicazione "Antica Via Salaria" (come alcune attuali strade della Valle del Vomano che hanno il nome di "Via Salara" a ricordo dell'antica viabilità romana).

Più avanti c'è l'antico Tempio di Ercole, scoperto da Felice Barnabei nel 1865.